# Фёдоров, Александр Николаевич (художник)
Алекса́ндр Никола́евич Фёдоров (род. 25 сентября 1979, Чебоксары) — российский график, художник книги, живописец. Заслуженный художник Чувашской Республики.

## Биография
Родился в Чебоксарах в 1979 году.
В 1994 году поступил в Чебоксарское художественное училище на живописное отделение. В 1999 защитил дипломную работу на тему «Автопортрет». В этом же году поступил в Санкт-Петербургский Государственный Академический институт живописи, скульптуры
и архитектуры им. И. Е. Репина на факультет станковой графики в мастерскую под руководством народного художника РФ В. А. Ветрогонского;  обучался у В.Г. Старова, И.А. Раздрогина и М.М. Герасимова. В 2003 году награждён золотой медалью РАХ за «Успехи в учебе». В 2005 г. защитил дипломную работу (серия графических листов, выполненных в литографии) на тему «Чувашская старина». С 2005 по 2008 гг. обучался в аспирантуре института им. И. Е. Репина по специальности «графика». Лауреат именной стипендии Президента Чувашской Республики Н. В. Федорова (2006). Награжден медалью в честь «250-летия РАХ» (2007). Стипендиат Министерства культуры РФ (2011, 2014). С 2018 года преподаватель на факультете Графики Академии художеств им. Ильи Репина. Награждён Дипломом Российский Академии художеств (2019). С 2021 г. руководитель мастерской 1 группы 1 курса на факультете графики в Академии художеств им. Ильи Репина.
Член Санкт-Петербургского союза художников с 2010 года. С 2012 года — «Заслуженный художник Чувашской Республики».
Занимается станковой, книжной и печатной графикой, живописью, экслибрисом.
Живёт и работает в Санкт-Петербурге.

## Выставки
Постоянный участник сезонных выставок «Весна» и «Осень» в Санкт-Петербургском Союзе художников и Союзе художников Чувашии с 2005 года, а также региональных и международных выставок, в числе которых более 20 персональных.

## Музейные собрания
- Чувашский государственный художественный музей
- Новочебоксарский художественный музей
- Чувашский национальный музей
- Государственная галерея им. Ахмата-Хаджи Кадырова
- Киришский историко-краеведческий музей
- Музей-театр «Булгаковский дом»
- Библиотека Государственного Эрмитажа
- Художественный музей русского искусства имени Фэнюе / 凤跃俄罗斯油画美术馆 (Харбин)
- Музей экслибриса и миниатюрной книги Международного союза общественных организаций книголюбов (Москва)